# Richard Seymour-Conway

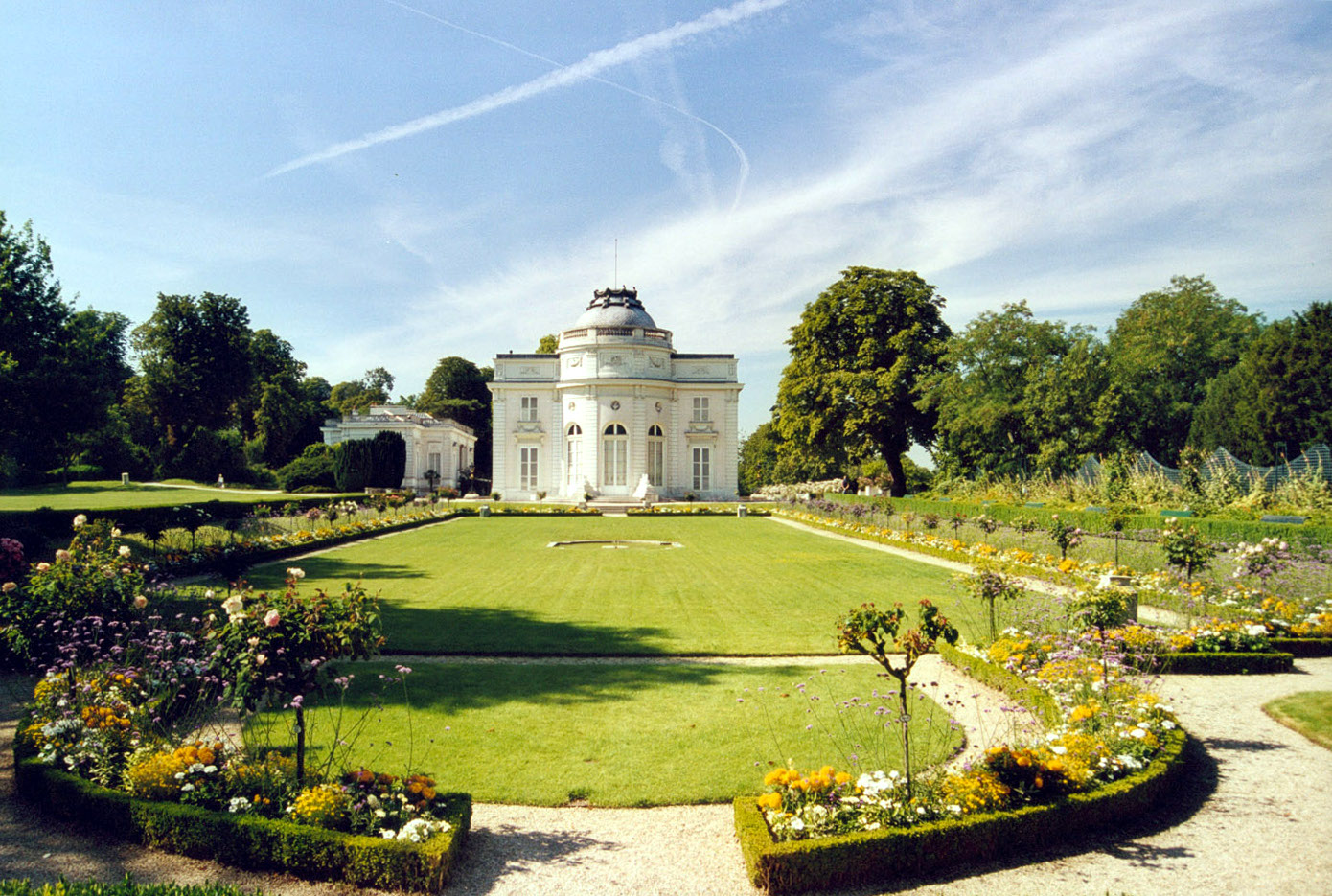
Château de Bagatelle

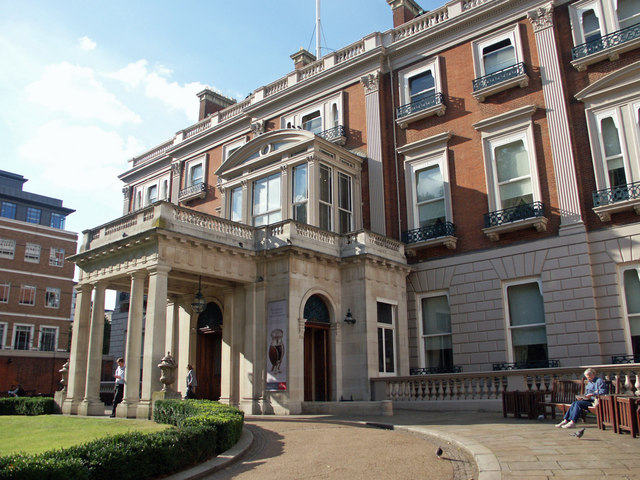
Manchester House in Londen

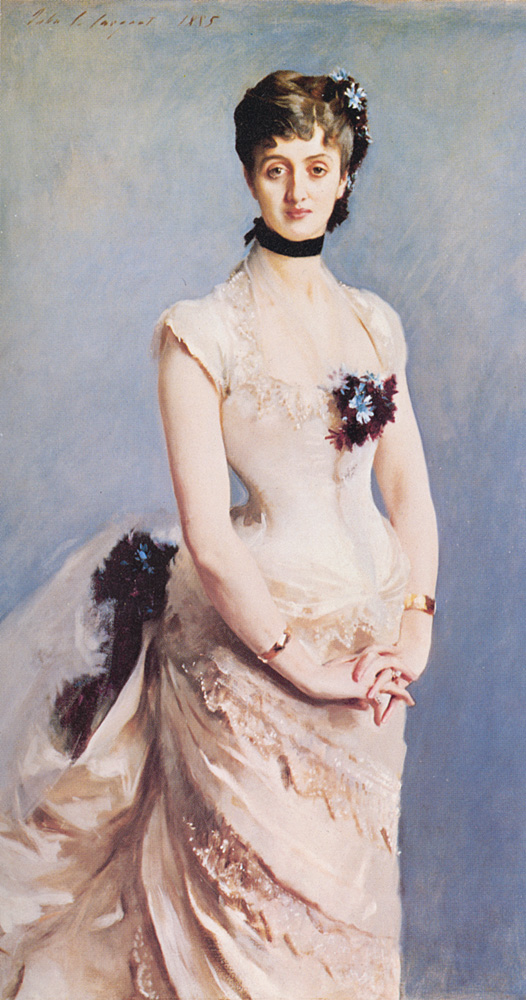
Portret van Madame Paul Poirson, dochter van Seymour, door John Singer Sargent (1885)

Richard Seymour-Conway (22 februari 1800 – 25 augustus 1870) was de vierde markies van Hertford en ridder in de Orde van de Kousenband.

## Biografie
Seymour werd geboren als zoon van de derde markies van Hertford (1777-1842) en Maria Emilia Fagnani (1771-1856). Hij woonde vanaf 1829 voornamelijk in Parijs, eerst in een appartement in de stad, daarna ook in Château de Bagatelle in het Bois de Boulogne. Hij was lid van het Parlement van het Verenigd Koninkrijk.
Seymour bleef ongetrouwd maar had wel enkele kinderen. Hij was een kunstverzamelaar en zijn verzameling ging over op zijn natuurlijke zoon sir Richard Wallace, 1e en laatste baronet (1818-1890). De weduwe van de laatste liet de collectie na aan de Britse staat en die is nu gehuisvest als de Wallace Collection in het woonhuis van de 4e markies: Manchester House in Londen.
Seymour is ook de natuurlijke vader van Madame Paul Poirson bij Mme. Oger, die door John Singer Sargent werd geportretteerd in Portret van Madame Paul Poirson.